# Xysticus charitonowi
Xysticus charitonowi is een spinnensoort uit de familie van de krabspinnen (Thomisidae).
De wetenschappelijke naam van de soort werd in 1971 gepubliceerd door Tamara Mcheidze.